# Stephen Morris (giocatore di football americano)
Stephen Morris (Miami, 27 agosto 1992) è un giocatore di football americano statunitense che gioca nel ruolo di quarterback nella National Football League. In precedenza aveva giocato a football per gli Hurricanes dell'Università di Miami.

## Carriera universitaria
Dopo aver giocato a football per la Monsignor Pace High School a Miami Gardens, Morris decise di giocare per l'Università di Miami a partire dalla stagione 2010.
Nel primo anno, come true freshman prese parte a 6 incontri di cui 4 come titolare, lanciando 82 completi su 153 passaggi per un totale di 1240 yard, 7 touchdown e 9 intercetti, mentre l'anno seguente prese parte a 5 incontri partendo titolare una sola volta (per la sospensione di una giornata del titolare Jacory Harris) e totalizzando 26 completi su 37 passaggi per 283 yard e 2 intercetti.
Nel 2012, quindi, promosso titolare Morris fece subito intravedere il suo ottimo potenziale il 29 settembre quando nel match vinto da Miami per 44-37 contro North Carolina State, stabilì il nuovo record di yard lanciate in una singola gara della Atlantic Coast Conference (ACC) con 556 yard, cui fecero da contorno 5 passaggi da touchdown di cui in particolare l'ultimo, un lancio chirurgico da ben 62 yard. Nelle ultime 4 gare dell'anno fu 4º a livello nazionale in passer rating, lanciando per 1131 yard, 11 touchdown e nessun intercetto. Morris quell'anno guidò gli Hurricanes ad un record di 7-5 (5-3 nell'ambito della ACC) e chiuse la stagione con 245 completi su 421 passaggi per 3345 yard, 21 touchdown e 7 intercetti.

## Carriera professionistica

### Jacksonville Jaguars
Durante il corso del 2013 Morris fu inserito tra i migliori prospetti eleggibili nel Draft NFL 2014, venendo in alcuni casi pronosticato persino per una chiamata al primo giro. Ciò nonostante non fu selezionato durante il Draft, ma nel medesimo giorno fu comunque ingaggiato dai Jacksonville Jaguars come undrafted free agent.